# Incirrina
Incirrina, или Incirrata, — подотряд головоногих моллюсков из отряда осьминогов (Octopoda). Включает их «классические» виды из семейства Octopodidae и многих пелагических осьминогов, например, аргонавтов.

## Описание
От представителей подотряда Cirrina осьминоги, относящиеся к Incirrina, отличаются отсутствием чувствительных усиков-цирр (в честь которых Cirrina и получили свое название), а также отсутствием парных плавников на голове и маленькой внутренней раковины (у аргонавтов раковина не настоящая).

## Классификация
На январь 2018 года в состав отряда включают следующие семейства:
- Надсемейство Argonautoidea Cantraine, 1841
  - Семейство Alloposidae Verrill, 1881
  - Семейство Argonautidae Cantraine, 1841
  - Семейство Ocythoidae Gray, 1849
  - Семейство Tremoctopodidae Tryon, 1879
- Надсемейство Octopodoidea d'Orbigny, 1840
  - Семейство Amphitretidae Hoyle, 1886
    - Подсемейство Amphitretinae Hoyle, 1886
    - Подсемейство Bolitaeninae Chun, 1911
    - Подсемейство Vitreledonellinae Robson, 1932

  - Семейство Bathypolypodidae Robson, 1929
  - Семейство Eledonidae Rochebrune, 1884
  - Семейство Enteroctopodidae Strugnell et al., 2014
  - Семейство Megaleledonidae Taki, 1961
  - Семейство Octopodidae d'Orbigny, 1840

В 2016 году около Гавайских островов был открыт новый вид.